# Sándor Plósz

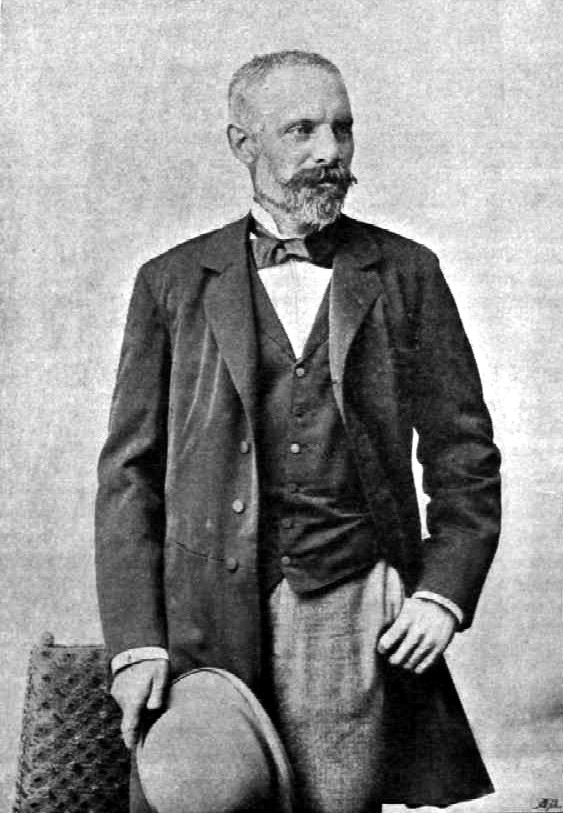
Sándor Plósz

Sándor Plósz (Pest, 10 juni 1846 - Boedapest, 29 mei 1925) was een Hongaars politicus en jurist, die van 1899 tot 1905 minister van Justitie was. Hij was lid van de Hongaarse Academie van Wetenschappen en zetelde in het Magnatenhuis, het Hongaarse hogerhuis, in 1914.

## Biografie
Hij was een zoon van dokter Lajos Plósz, een oogarts, en studeerde rechten in Wenen en Boedapest. Hij studeerde af in 1866 en werkte de eerste twee jaar als advocaat in Pest. In 1868 werd hij doctor in de rechten. Van 1872 tot 1881 was hij hoogleraar aan de Frans Jozef-universiteit in Kolozsvár, nadien aan de Universiteit van Pest. In 1894 werd hij staatssecretaris op het ministerie van Justitie en in 1895 werd hij lid van het Huis van Afgevaardigden voor Baja. In 1899 werd hij minister van Justitie in de regering-Széll, een post die hij ook invulde in de regering-Khuen-Héderváry I en de regering-István Tisza I. In 1914 werd hij lid van het Magnatenhuis.